# Église Sainte-Marie-et-Saint-Pons de Saint-Pons-de-Mauchiens
L'église Sainte-Marie-et-Saint-Pons de Saint-Pons-de-Mauchiens  est une église catholique de style roman située à Saint-Pons-de-Mauchiens dans le département français de l'Hérault en région Occitanie.

## Historique
Une église existe en ce lieu dès le Xe siècle sous le nom d'Ecclesia castel. castr. S. Pontii et villa quæ vocant Maloscanos cum ipso podio (977, 990).
L'église Sainte-Marie-et-Saint-Pons est construite au XIIe siècle.
Elle est mentionnée sous le nom d'Ecclesia que est consecrata in honore S. Marie et S. Pontii des Masques en 1101 dans le cartulaire de l'abbaye de Gellone, et de S. Pont de Malis canibus en 1287 dans le cartulaire de l'évêché de Maguelone. 
Avec le site castral qui l'entoure, elle fait l'objet d'une inscription au titre des monuments historiques depuis le 7 avril 2005.

## Architecture
Perchée tout en haut du pittoresque village circulade de Saint-Pons-de-Mauchiens, à l'emplacement de l'ancien château, l'église Sainte-Marie et Saint-Pons est édifiée en pierre de taille assemblée en grand appareil.
Elle possède un beau chevet pentagonal dont les pans sont ornés de grands arcs de décharge reposant sur des pilastres et segmentés par d'épais cordons.
Ce chevet, fort semblable dans sa structure à celui de la chapelle Saint-Hippolyte de Loupian (si l'on fait abstraction des fortifications ajoutées ultérieurement au chevet de cette dernière), est surmonté d'une moulure ciselée et présente quelques trous de boulin (trous destinés à ancrer les échafaudages).

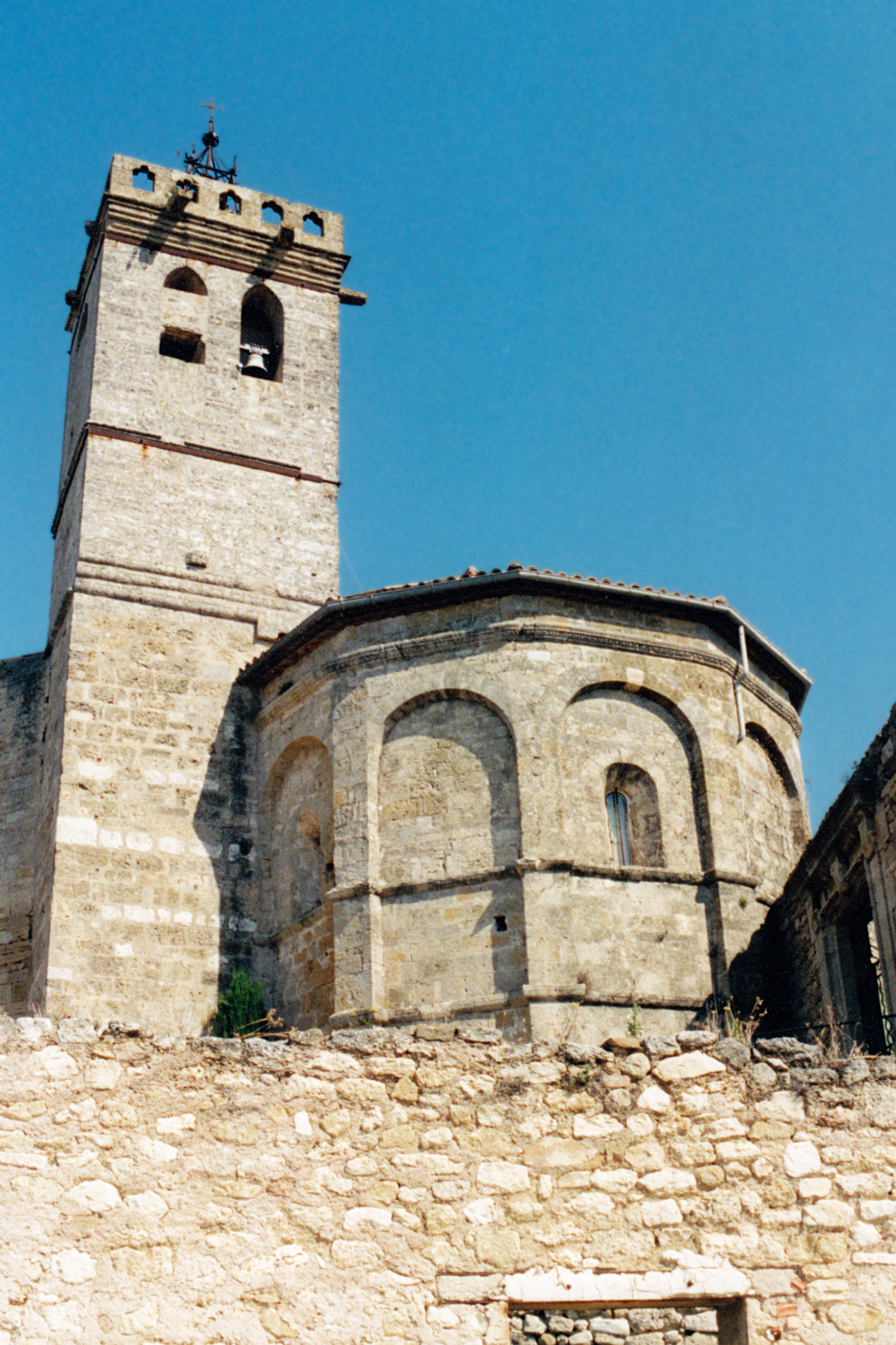
Le clocher et le chevet.
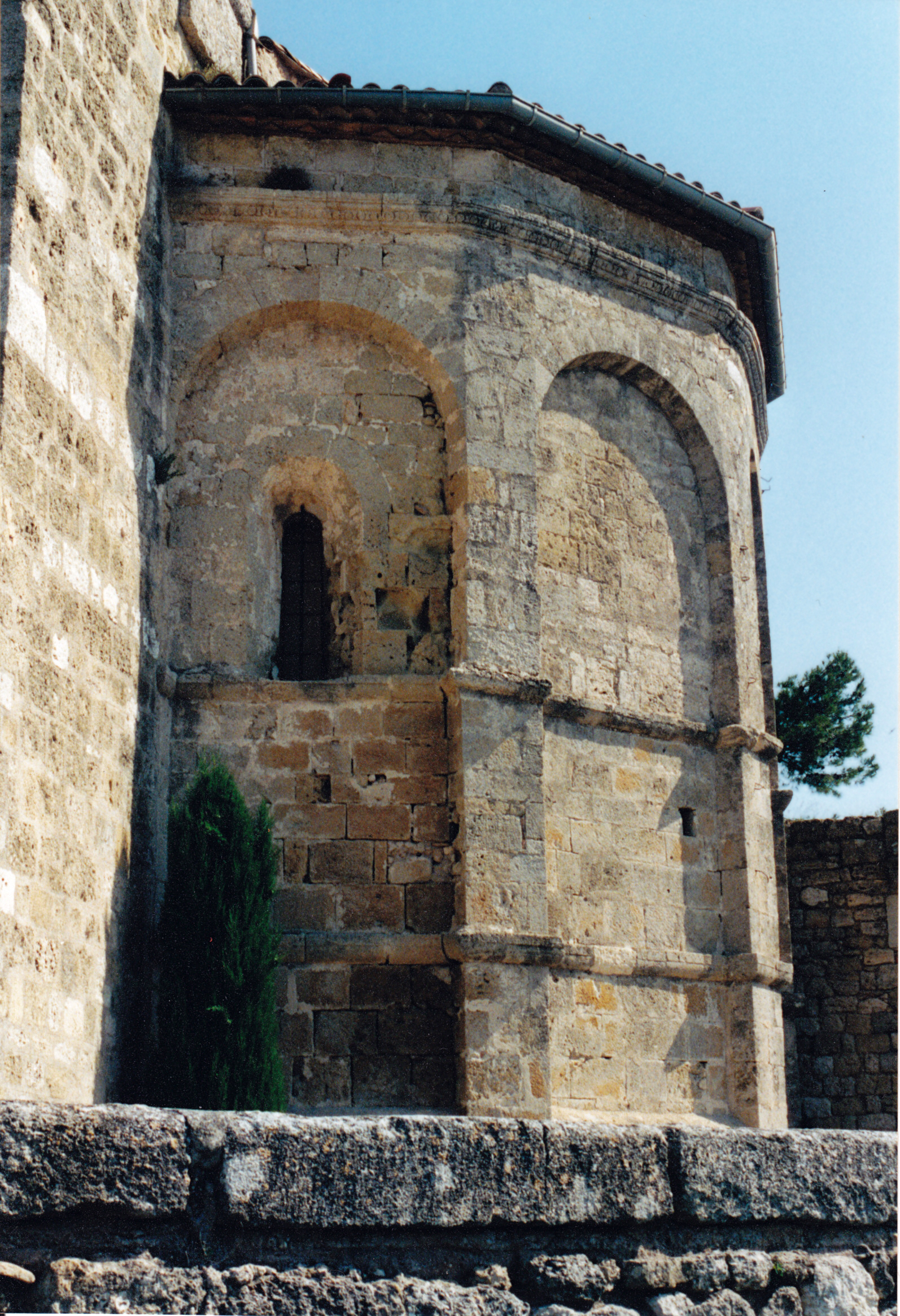
Le chevet pentagonal.